# Северные цветы (альманах Дельвига)
«Се́верные цветы́» («Северные цветы, собранные бароном Дельвигом») — литературный альманах, издававшийся А. А. Дельвигом в Санкт-Петербурге в 1824—1830 гг. (альманахи на 1825—1831 годы) и А. С. Пушкиным в 1831 году (на 1832 год). Один из самых долговечных альманахов «альманачной эпохи»: вышло восемь книжек.

## Альманахи Дельвига

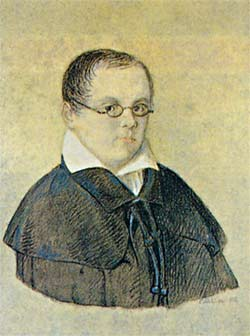
А. А. Дельвиг

После успеха двух первых книжек альманаха «Полярная звезда» его составители и редакторы К. Ф. Рылеев и А. А. Бестужев-Марлинский приняли решение взять на себя связанные с изданием коммерческие вопросы. Они отказываются от услуг занимавшегося печатью и распространением издания книготорговца И. В. Слёнина и «Полярную звезду» на 1825 год выпускают самостоятельно, направляя освободившиеся деньги на уплату авторских гонораров. Слёнин, успевший оценить выгоды издания альманаха, не пожелал терять прибыль и начал хлопоты по созданию конкурирующего литературного альманаха. Издание и продажу Слёнин оставляет себе, а быть составителем и редактором нового сборника он предложил Антону Дельвигу, за что тот должен был получить 4000 рублей ассигнациями. Уже 28 января 1824 года в частном письме Бестужева П. Вязескому фигурирует название «Северные цветы», а 3 марта Булгарин публично объявляет в своих «Литературных листках»: «На русском Парнасе носятся слухи, что несколько литераторов и один книгопродавец вознамерились к будущему 1825 году издать альманах в роде „Полярной звезды“, под заглавием „Северные цветы“».
Благодаря литературным связям Дельвига начинание оказалось успешным. Несмотря на то что обеспечивать материалом оба конкурирующих альманаха стало труднее, большинство авторов «Звезды» одновременно оказались авторами «Цветов». Литературные связи издателей обоих альманахов в основном совпадали, хотя, например, Пушкин (и писатели его круга) отдавал предпочтение альманаху своего однокашника Дельвига, а Бестужев и Рылеев старались подбирать произведения в духе романтизма, народности и гражданственности в кругах, близких к декабристским.
Составители альманахов добивались разнообразия, в «Северных цветах» будут появляться творения не только любимцев публики, но и авторов совершенно неизвестных. Тем не менее Дельвиг может обещать Вяземскому: «Самые ленивейшие — Жуковский и Дашков пышно одарили меня. Пушкин, Баратынский, И. А. Крылов доставили мне каждый по четыре, по шести и по семи довольно больших и прекрасных пьес. И от второклассных писателей я с большим выбором принимаю сочинения. Не бойтесь дурного общества, вашим пьесам соседи буду<т> хорошие. Они не столк<н>утся ни с Каченовским, ни с А. Писаревым, ни со Лже-Дмитриевым, ни с поляком Булгариным».
После выдачи А. С. Бируковым первых цензурных разрешений, в сентябре 1824 года Дельвиг начал печатать собранные к этому времени произведения. Однако во время наводнения в Санкт-Петербурге 7 ноября 1824 года отпечатанные листы оказались испорчены, и работу пришлось проделать заново. Во второй половине декабря «Северные цветы» увидели свет.

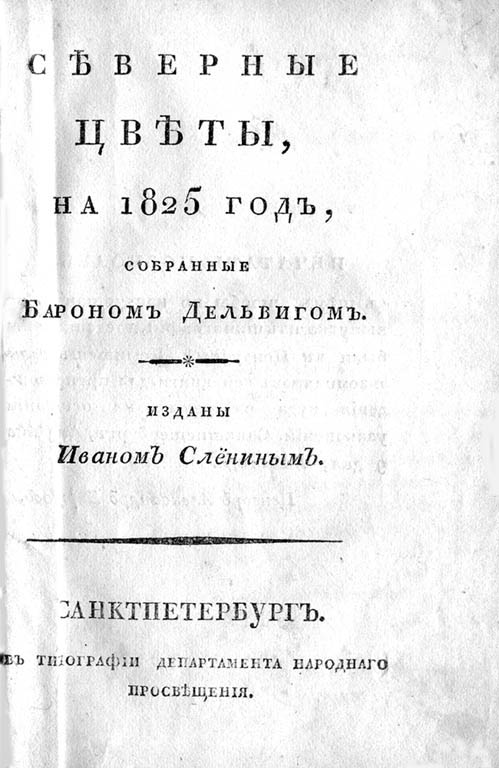
«Северные цветы» на 1825 год, собранные бароном Дельвигом. Изданы Иваном Слёниным. Титульный лист

В «Цветах» прозаические и поэтические произведения были разделены по двум отделам, в отличие от «Полярной Звезды», где они печатались в свободном порядке. В стихотворном разделе участвовали сам А. Дельвиг, А. Пушкин (отрывки из «Евгения Онегина», «Песнь о вещем Олеге», «Прозерпина», «Демон»), В. Жуковский, И. Крылов, П. Вязеский, Д. Дашков, И. Козлов, Е. Баратынский, Ф. Глинки, П. Плетнёв, А. Измайлов, Н. Остолопов, М. Даргомыжская, В. Туманский, Ф. Туманский, В. Григорьев, М. Загорский, П. Ободовский. В прозаическом отделе находился обзор русской поэзии Плетнёва, путевые письма и очерки Дашкова, сочинения Баратынского, А. Воейкова. Книжка была оформлена с использованием лучших достижений тогдашнего печатного искусства, с изящной виньеткой С. Галактионова и гравированной картинкой Александра Брюллова.
Альманах был принят читателями вполне благосклонно, хотя его прозаическая часть многим показалось несколько бледной и однообразной, а приторно-хвалебный обзор Плетнёва был признан слабым и поверхностным. Статья Плетнёва была выдержана в апологетическом духе по отношению к устаревавшей элегической эстетике, и одним из её главных критиков оказался Пушкин, превознесённый обозревателем в качестве элегического поэта. «Экая ералашь!» — досадовал Пушкин в письме Вяземскому. Впоследствии Плетнёв не писал литературную критику для «Северных цветов».
«Северные цветы» надолго пережили «Полярную звезду». Уже через год, вследствие событий четырнадцатого декабря, последний альманах издателей «Звезды» («Звёздочка») не смог попасть в продажу, а наполовину отпечатанные листы погибли на складе. После этого альманах Дельвига из конкурента альманаха декабристов стал его наследником и в какой-то мере продолжателем декабристских традиций. В «Цветы» на 1826 год Н. Языков передал «Две картины» из злополучной «Звёздочки», в дальнейшем Дельвиг публикует произведения опальных декабристов («Партизан» Рылеева, «Пощаду певца», «Ночь», «Луну», «Смерть» В. Кюхельбекера, «Тризну», «Луну», «Бал» А. Одоевского, «Трактирную лестницу» Н.Бестужева).
Стоимость альманаха в разные годы составляла 10-12 рублей ассигнациями для Петербурга и 13 рублей для провинции. Обретя издательский опыт, после выхода второй книжки Дельвиг, как прежде издатели «Полярной звезды», отказывается от услуг зачинателя Слёнина и, с помощью Плетнёва, начинает выпускать альманах собственными силами. «Северные цветы» были одним из немногих по-настоящему доходных альманахов. Так, сборник на 1828 год принёс 8000 рублей прибыли.
В первой половине 1827 года писатель и журналист Орест Сомов тоже предпринимал попытку запустить новый альманах. Однако в это время он сблизился с Дельвигом, который предложил ему работать совместно. Сомов соглашается «соединиться набором и изданием альманаха с б. Дельвигом». «Я отдал ему всю готовую у меня прозу», — информирует он будущих читателей. — «Альманах наш будет под тем же заглавием „Северные цветы“». Сомов становится одним из деятельнейших сотрудников «Цветов». Помимо организационных вопросов и переписки с авторами он занимается литературной критикой, и в альманахах на 1828—1831 годы снова появляются литературные обзоры.
Несколько лет подряд альманах задерживался с выходом и поступал в продажу не к рождественскому сочельнику, а только весной, ближе к пасхе. Со временем Дельвигу удалось сместить альманашный цикл обратно к рождеству, но он продолжает поддерживать и традицию выпуска весеннего альманаха «к святой неделе». После выхода «Цветов» на 1829 год в редакционном портфеле остаются неиспользованные материалы, и Дельвиг с Сомовым, не указывая имён издателей, выпускают «Подснежник» — небольшой альманах-спутник «Северных цветов», предназначенный в основном для произведений молодых поэтов дельвиговского кружка.
В недрах кружка литераторов, сложившегося вокруг альманаха, вызрела идея издания «Литературной газеты», которая печаталась в Санкт-Петербурге в 1830 и первой половине 1831 года.

## Альманах Пушкина

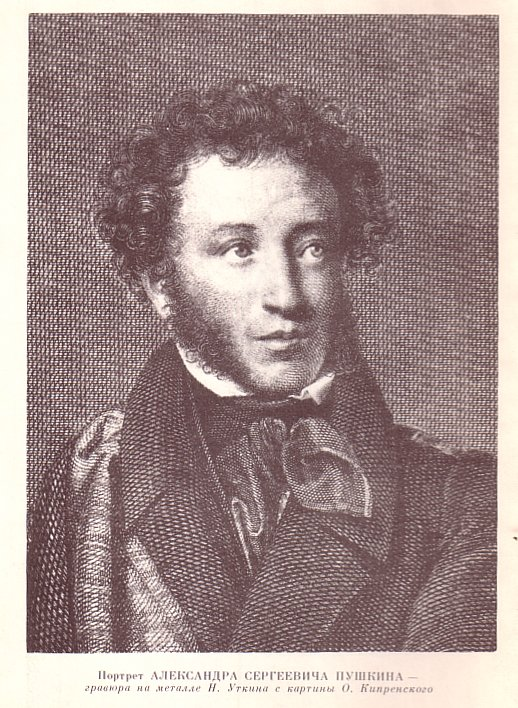
А. С. Пушкин

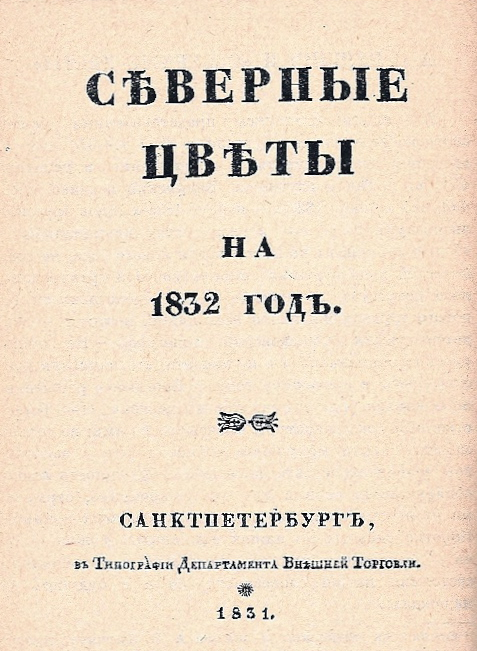
Санкт-Петербург, 1831 год. Титульный лист «Северных цветов» на 1832 год

В январе 1831 года, вскоре после выхода альманаха на 1831 год, Антон Дельвиг скончался. Чтобы почтить память Дельвига и сохранить альманах, его друзья решили выпустить ещё один альманах, на 1832 год. Скорее всего, это было идеей Пушкина. Вскоре после похорон оказалось, что в семье Дельвига пропали или были украдены ломбардные билеты на 55 тысяч, и намерение помянуть друга мемориальным альманахом уточняется предложением Плетнёва отдать всю выручку в пользу семьи поэта.
Пушкин составляет не просто альманах — «мы правим тризну по Дельвиге», — говорит он. На этой «тризне» не будет литературной критики Сомова (Пушкин категоричен: «Обозрения словесности не надобно; чёрт ли в нашей словесности? придётся бранить Полевого да Булгарина. Кстати ли такое аллилуйя на могиле Дельвига?»). Зато в книжке нашлось место нескольким не публиковавшимся Дельвигом стихотворениям. «Стихи Дельвига <…> оставались без поправки; для чего, видно, он их и не выпускал. А после него править — ни у кого из нас рука не поднялась», — сообщил Сомов Языкову. Несколько стихотворений альманаха посвящены самому Дельвигу и его близким: «Мой Элизий» Баратынского, «А. А. Дельвигу» Языкова, «Лизаньке Дельвиг» М. Д. Деларю… Напоминала о поэте и виньетка, на которой изображена лира с оборванными струнами.
Сам Пушкин отдал для сборника произведения, вскоре ставшие хрестоматийными. В альманахе на 1832 год были напечатаны «Моцарт и Сальери», «Анчар», «Дорожные жалобы», «Эхо», «Делибаша», «Бесы» и четыре «анфологических эпиграммы». В альманах была помещена проза К. Батюшкова, В. Одоевского, И. Лажечникова, О. М. Сомова, Д. Струйского, Ф. Глинки, М. Погодина, А. Никитенко, первый в России перевод китайской прозы — отрывок романа «История счастливой четы», статья ботаника М. Максимовича «О жизни растений». В стихотворной части были представлены И. Дмитриев, В. Жуковский, Е. Розен, Н. Языков, П. Вяземский, Л. Якубович, Н. Станкевич, М. Деларю, А. Шаховской, З. Волконская, Н. Прокопович, Е. Тимашева и другие.
К 24 декабря 1831 года последний альманах увидел свет. Попытка помочь семье не удалась: издатели запутались в финансовых вопросах, прибыли оказались незначительны, а Пушкин рассорился с Сомовым, который, проявив небрежность или некорректность в денежных делах, остался должен около трёх тысяч, но так и не погасил долг.
Некоторое время спустя разные группы литераторов пытались возродить альманах. В начале 1833 года Вяземский собирался издавать «Северные цветы» вместе с Пушкиным. Баратынский пробовал издать «Северные цветы» со своими московскими друзьями. Брался за подготовку «Северных цветов» С. А. Соболевский. Известно разрешение вдовы Дельвига Одоевскому: «Я согласна, чтобы князь Одоевский издавал „Северные цветы“. Софья Баратынская, бывшая баронесса Дельвиг». Все эти усилия ни к чему не привели. «Альманачная эпоха» осталась в прошлом, наступало время литературных журналов.

## Признание альманаха

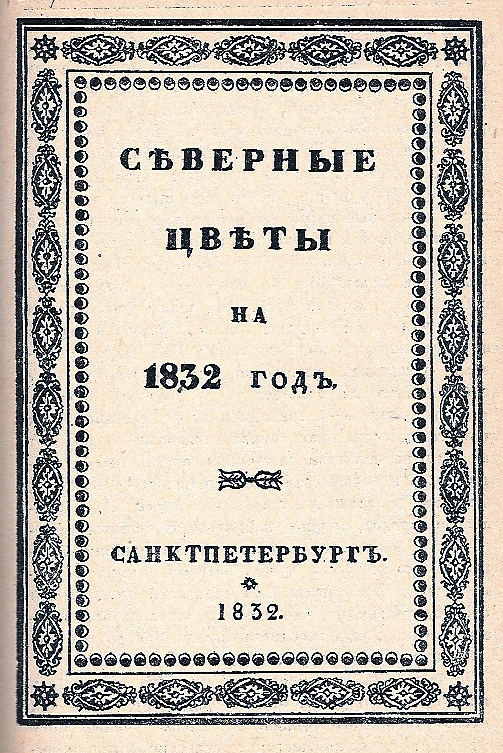
Обложка изданных А. С. Пушкиным «Северных цветов» на 1832 год

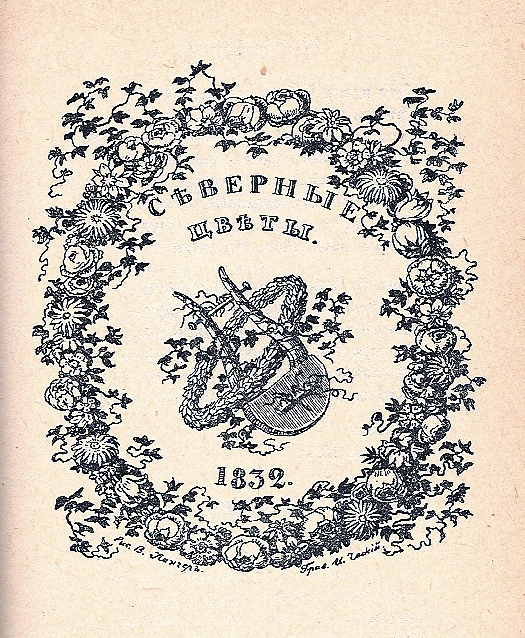
Гравированный титульный лист альманаха на 1832 год. Художник В. Лангер, гравёр И. Ческий

Альманах приобрёл любовь и уважение современников.
«Московский телеграф» в 1829 году писал: «Общее мнение признало „Северные цветы“ лучшим по содержанию русским альманахом».
«„Северные цветы“ считались в своё время лучшим русским альманахом, появление этой крохотной книжки в продолжение семи лет было годовым праздником в литературе, к которому все приготовлялись заранее <…>», — подтверждал В. Г. Белинский в 1844 году, перед тем как с высоты прошедших двадцати лет выдать уничтожающую характеристику содержанию этой «крохотной книжки». А по своей оригинальной «классификации» Белинский отнёс «Северные цветы» к альманахам-аристократам:

Одни из альманахов были аристократами, как, например, «Северные цветы», «Альбом северных муз», «Денница»; другие — мещанами, как, например, «Невский альманах», «Урания», «Радуга», «Северная лира», «Альциона», «Царское село» и проч.; третьи — простым чёрным народом, как, например, «Зимцерла», «Цефей», «Букет», «Комета» и т.п… Аристократические альманахи украшались стихами Пушкина, Жуковского и щеголяли стихами гг. Баратынского, Языкова, Дельвига, Козлова, Подолинского, Туманского, Ознобишина, Ф. Глинки, Хомякова и других модных тогда поэтов… Альманахи-мещане преимущественно наполнялись изделиями сочинителей средней руки и только для обеспечения успеха щеголяли несколькими пьесками, вымоленными у Пушкина и других знаменитостей. Альманахи-мужики наполнялись стряпнёю сочинителей пятнадцатого класса…

Спустя всего пять лет после смерти Антона Антоновича Гоголь ностальгически вспоминал: «Когда-то Дельвиг издавал благоуханный свой альманах! В нём цвели имена Жуковского, князя Вяземского, Баратынского, Языкова, Плетнёва, Туманского, Козлова».
Свои стихотворения, вошедшие в альманах на 1832 год, Пушкин издал в том же 1832 году отдельной книжкой, которая, видимо, не поступила в продажу. Два первых выпуска альманаха были перепечатаны вторым изданием (без гравюр) издателем «Русского архива» П. Бартеневым в 1881 году.
В 1980 году в серии «Литературные памятники» было осуществлено полное комментированное переиздание текста изданных Пушкиным «Северных цветов» на 1832 год в том виде, в котором они были впервые опубликованы, без исправления цензурных изменений и т. п.
В начале XX века название ежегодника Дельвига заимствовали издатели первого символистского альманаха. Помимо символичного использования славного имени, новые «Северные цветы» поддерживали связь с классической русской литературой, публикуя стихи и письма Фета, Тютчева, Пушкина, Некрасова, Тургенева и др.